# ISO 5218
ISO 5218は、言語に依存しない1桁のコードによるヒトの生物学的な性別の表記に関する国際規格。正式な題は「Information technology — Codes for the representation of human sexes」（情報技術 — ヒトの性別の表記のためのコード）である。データベースアプリケーションなどの情報システムで使用される。
国際標準化機構（ISO）の Data Management and Interchange Technical Committee（データ管理と交換技術委員会）が、この国際規格の作成に携わり、1976年11月に勧告し、2004年7月に更新された。
ヒトの生物学的性別のコードを要求するほとんどのアプリケーションの要件を満たしているとする。一方で、特定の医学的・科学的用途、またはヒト以外の性別のコードが必要となるアプリケーションにおいて要求される可能性のある性別のコードは提供しない。また、性自認を対象としておらず、そのためのコードは定めていない。

## コード
ISO 5218で指定された4つのコードは以下のとおりである。
| コード | 意味（原文）   | 意味（抄訳） |
| ------ | -------------- | ------------ |
| 0      | not known      | 不明         |
| 1      | male           | 男性         |
| 2      | female         | 女性         |
| 9      | not applicable | 適用不能     |

上記コードを使用する場合、その識別子名は、GENDER ではなく SEX（英語）または SEXE（フランス語）を使用することを想定している。この規格は生物学的性別を表記することが目的であるためである。
男性を「1」、女性を「2」にコードを振り分けているが、これは単に参加国の既存の慣習を反映したもので、値自体に意味はない旨、規格に明記されている。

## ISO 5218と国民識別番号
この規格は、いくつかの国民識別番号で使用される。例えば、フランスの INSEE 番号の最初の桁の数字および中華民国の国民 ID カードの最初の桁の数字は ISO 5218 の値に準じる。

## 対応する日本工業規格
対応する日本工業規格として、JIS X0303（性別コード）が規定されていたが、廃止された。JIS X0303は2004年に更新されたISO 5218の内容に整合しておらず、JIS X0303を改定して国際一致規格を作成する必要性が無いとされたためである。ただし、廃止の影響は殆どない。
JIS X0303における表記は以下のとおりである。
| コード | 意味 |
| ------ | ---- |
| 1      | 男   |
| 2      | 女   |